# Борисовщина (Гомельская область)
Борисовщина (бел. Барысаўшчына) — деревня в Хойникском районе Гомельской области Республики Беларусь. Административный центр Борисовщинского сельсовета.

## География
В 12 км на запад от районного центра Хойники и железнодорожной станции в этом городе, расположенной на ветке Василевичи — Хойники, отходящей от линии Брест — Гомель, в 122 км от Гомеля.

### Гидрография
На западе река Вить (приток реки Припять). На севере мелиоративные каналы. В 0,7 км в направлении на северо-восток от деревни расположено водохранилище Судково.

## Экология и природа
В 1930-х годах возле деревни обнаружены железорудные залежи.

## История
В 2-х км на юг от деревни в урочище Полосы археологами обнаружено городище раннего железного века и в 0,5 км на юге — поселение эпохи неолита и мезолита. Эти находки свидетельствуют о заселении этих мест с давних времён.
Согласно разграничению Мозырского повета ВКЛ и Киевского воеводства Короны Польской 1622 г., "sioło Borysewicze” принадлежало мозырскому войскому пану Храповицкому и было отнесено к Мозырскому повету Минского воеводства Великого княжества Литовского.* В 1702 г. селом владел пан Антоний Вольский.** Позднее его владельцем, очевидно, был князь Игнатий Шуйский, ибо в 1752 г. землю в Борисовщине именно он передал ротмистру Мозырского повета Франтишку Зборовскому, от которого она перешла сыну Алаизию. В 1782 г. имения Новый Двор и Борисовщину завещал своему сыну Флоренцию Юзефу, судье земскому мозырскаму, уже каштелянич новогрудский Богуслав Леопольд Оскерко.*** В 1804 г. имение Борисовщина, согласно гербовника А. Бонецкого, приобрело семейство Ястржембских. Списки землевладельцев Минской губернии 1876, 1889, 1911 г. также называют владельцами имения панов Ястржембских. 
В 1897 году в селе находились церковь, хлебозапасный магазин. Деревня относилась к Хойникской волости Речицкого уезда Минской губернии. Рядом находился одноимённый фольварок с винокурней. Во 2-й половине XIX века — начале XX века на северной окраине деревни была построена усадьба, жилые и хозяйственные постройки, парк. В 1890 году дворянин В.Н. Ястржембский основал винокурню. В 1896 году действовали паровая мельница и маслобойня.
В начале 1920-х годов создан совхоз «Борисовщина».
С 8 декабря 1926 года центр Борисовщинского сельсовета Хойникского района Речицкого, с 9 июня 1927 года Гомельского (до 26 июля 1927 года) округов, с 20 февраля 1938 года Полесской, с 8 января 1954 года Гомельской областей.
В 1930 году работали начальная школа, изба-читальня, отделение потребительской кооперации.
Во время Великой Отечественной войны на фронтах погибли 88 жителей деревни.
В 1970 году центр совхоза «Борисовщина». Размещались начальная школа, Дом культуры, библиотека, детские ясли, фельдшерско-акушерский пункт, отделение связи, 2 магазина, столовая, швейная мастерская.

## Население
- 1850 год — 288 жителей, 44 хозяйства
- 1885 год — 359 жителей
- 1897 год — 552 жителя, 88 хозяйств (согласно переписи)
- 1908 год — 611 жителей, 95 хозяйств
- 1930 год — 741 житель, 138 хозяйств
- 1959 год — 982 жителя (согласно переписи)
- 1970 год — 299 жителей
- 2004 год — 340 жителей, 134 хозяйства
- 2021 год  — 275 жителей, 104 хозяйства

## Транспортная система
Транспортная связь по просёлочной, а затем по автодороге Хойники — Юровичи. В деревне 134 жилых дома (2004 год). Планировка состоит из прямолинейной, с меридиональной ориентацией улицы идущей вдоль реки. К центральной улице с востока примыкают более длинные улицы и переулок. Застройка двухсторонняя, деревянными домами усадебного типа. В 1986-1987 годах построены кирпичные дома на 50 квартир, в которых были переселены жители с загрязнённых после катастрофы на Чернобыльской АЭС территорий.

### Улицы
- Гагарина
- Лесная
- Парковая
- Речная
- Советская

## Экономика
- КСУП «Оревичи»

## Культура
- Борисовщинский сельский Дом культуры — Филиал ГУК "Хойникский районный Дом культуры"

## Достопримечательность
- Городище периода раннего железного века, 1-е тыс. до н.э. – 1-е тыс. н.э., 2 км от деревни —  Историко-культурная ценность Республики Беларусь, шифр 313В000791
- Поселение периода мезолита, неолита, железного века —  Историко-культурная ценность Республики Беларусь, шифр 313В000792
- Фрагменты бывшей усадьбы «Борисовщина»: усадебный дом, парк, 2-я половина XIX – XX вв. —  Историко-культурная ценность Республики Беларусь, шифр 313Г000788
- Памятник погибшим землякам в Великой Отечественной войны (1976 год)

## Известные уроженцы
- Г. В. Кравченко — белорусский скульптор